# ريكوبا سودأمريكانا 1991
ريكوبا سودأمريكانا 1991 هو الموسم 3 من ريكوبا سودأمريكانا. أشرف على تنظيمه كونميبول، وكان عدد الأندية المشاركة فيه 1، وفاز فيه أوليمبيا أسونسيون.